# 大牙斑鲆
大牙斑鲆（学名：Pseudorhombus arsius），又名大齿斑鲆、大齿鲽、破板、大齿扁鱼、地鱼、地宝、扁鱼，为牙鲆科斑鲆属的鱼类。分布于西达波斯湾及南非德班、南达澳大利亚新南威尔斯、北到日本南部海区以及海南岛、两广到台湾及浙江舟山等海域等，属于热带及暖温带底层海鱼。该物种的模式产地在恒河。